# 히가시니가타역
히가시니가타역(일본어: 東新潟駅)은 일본 니가타현 니가타시 히가시구에 위치한 동일본 여객철도 하쿠신 선의 철도역이다. 상대식 승강장 2면 2선의 구조를 갖춘 지상역이며, 역 거리 설정으로는, 역 북쪽에 있는 니가타 화물 터미널 역과 동일 지점으로 되어 있다.

## 타는 곳
| 1 | ■ 하쿠신 선 | 상행 | 니가타 방면            | 일부 열차는 니가타 역에서부터 ■ 에치고선으로 직통 |
| 2 | ■ 하쿠신 선 | 하행 | 도요사카 · 시바타 방면 | 시바타 역으로부터 ■ 우에쓰 본선으로 직통          |

## 이용 현황
| 승차 인원 추이 | 승차 인원 추이 |
| 연도           | 1일 평균       |
| -------------- | -------------- |
| 2000           | 1,985          |
| 2001           | 1,981          |
| 2002           | 1,964          |
| 2003           | 1,990          |
| 2004           | 1,914          |
| 2005           | 1,983          |
| 2006           | 1,957          |
| 2007           | 1,922          |
| 2008           | 1,927          |
| 2009           | 1,894          |
| 2010           | 1,891          |
| 2011           | 1,909          |
| 2012           | 1,960          |
| 2013           | 2,011          |
| 2014           | 1,901          |
| 2015           | 1,900          |

## 역 주변
- 니가타 현도 290호 소노키히토이치 선

## 인접 역
| 동일본 여객철도 하쿠신 선 | 동일본 여객철도 하쿠신 선 | 동일본 여객철도 하쿠신 선 |
| ------------------------- | ------------------------- | ------------------------- |
| 니가타 니가타 방면        | ■ 하쿠신 선               | 오가타 시바타 방면        |